# Arubanen in Nederland
Arubanen in Nederland bestaan uit migranten van Aruba naar Nederland en hun nakomelingen.
Aruba maakte deel uit van de voormalige Nederlandse Antillen tot 1986 toen het land zich afscheidde en een onderdeel bleef van het Koninkrijk der Nederlanden. In 2014 waren er volgens cijfers van het CBS 142.953 personen van Nederlands-Antilliaanse afkomst in Nederland, onder wie 23.800 Arubanen. De grootste Arubaanse gemeenschappen in Nederland zijn te vinden in Amsterdam, Almere, Haarlem, Den Haag, Rotterdam, Alkmaar en Amersfoort.

## Bekende Arubanen
- Gregor Breinburg, voetballer
- Alain Clark, zanger
- Denzel Dumfries, voetballer
- Caro Emerald, zangeres
- Bobby Farrell, danser, zanger
- Gregory Halman, honkbalspeler
- Naomi Halman, basketbalspeelster
- Percy Irausquin, modeontwerper
- Dwayne Kemp, honkbalspeler
- Hedwiges Maduro, voetballer
- Eugène Martineau, decathleet
- Pete Philly, rapper
- Danny Rombley, honkbalspeler
- Edsilia Rombley, zangeres
- James Sharpe, politicus
- Alydia Wever, danser, choreograaf en theaterkunstenaar
- Demy de Zeeuw, voetballer